# Gai Cecina Largi
Gai Cecina Largi (en llatí Caius Caecina Largius) va ser un magistrat romà del segle i. Formava part de la família Cecina, que tenien origen etrusc.
Va ser nomenat cònsol l'any 42 amb l'emperador Claudi. Va viure a la magnífica casa que abans havia estat de Marc Emili Escaure.